# 国民ブロック
国民ブロック (イタリア語: Blocchi Nazionali) は、イタリア王国の政党連合
。1921年、イタリア自由党のジョヴァンニ・ジョリッティ首相の呼びかけで設立され、同年の総選挙で勝利した。選挙連合にはベニート・ムッソリーニ率いる退役兵団体イタリア戦闘者ファッシが参加しており、連合内でイタリア・ナショナリスト協会と多数派を形成した。
後にイタリア戦闘者ファッシを再編した国家ファシスト党が結党されると、1924年の総選挙で同党を中心とする国民リストへと再編された。

## 経緯
第一次世界大戦後、イタリアでは戦勝国となった一方で経済政策や領土問題への不満から、むしろ左右の過激派や大衆の不満を煽る人民主義が台頭する不安定な時代を迎えていた。
1920年、カヴール政権時代からの伝統を持つイタリア自由党の党首で、大戦前に首相を4期務めていたジョヴァンニ・ジョリッティが第5次ジョリッティ政権を樹立、事態の収拾に向けて様々な政策を実施した。ジョリッティは急速に拡大したイタリア社会党やイタリア人民党など人民主義かつ反王党派的な姿勢を持つ主要政党、過激な極右・極左政党にそれぞれ取り込みや切り崩しを行い、政界の安定化を推進した。
1921年、再編の仕上げとしてジョリッティは右派のイタリア・ナショナリスト協会、そして左右の超越を主張するファシズム運動団体のイタリア戦闘者ファッシにそれぞれ政党連合の結成を働きかけ、イタリア自由党を中心とする「国民ブロック」（Blocchi Nazionali）が結成された。1921年イタリア総選挙で国民ブロックは535議席中105議席を獲得してイタリア社会党（123議席）・イタリア人民党（108議席）に次ぐ第3党となった。加盟政党は選挙連合とは別に単独擁立も行っており、支持拡大が頭打ちになったイタリア人民党との連立交渉にも成功して社会党・共産党を議会内で孤立させた。
選挙勝利をもってジョリッティは政権を退いたが、国民ブロックに取り込んだベニート・ムッソリーニのイタリア戦闘者ファッシが極右のイタリア・ナショナリスト協会を影響下に置いた事は計算外であった。ムッソリーニは国民ブロック内の主導権を握って急進派による政界への揺さぶりを継続し、ジョリッティの後継者となったイヴァノエ・ボノーミ政権は退陣に追い込まれた。
1921年11月9日、ムッソリーニのはイタリア戦闘者ファッシを国家ファシスト党（PNF）として政党化した。1922年、新たに成立したルイージ・ファクタ政権が非国民ブロック政党による連立政権を組むと、ムッソリーニは反政府クーデターを決行した（ローマ進軍）。自由党は「挙国一致」を掲げるファシズム運動を中心とした再編に方針を転じ、国民ブロック・人民党とムッソリーニ連立政権を樹立した。
1924年、国家ファシスト党がイタリア・ナショナリスト協会など国民ブロック所属議員を統合した上で、新たに選挙連合「国民リスト」を結成すると、ジョリッティはイタリア人民党と共にイタリア自由党を参加させた。
国家ファシスト党と国民リストは同年の総選挙で圧勝し、議席の7割を獲得した。以後、ファシズム運動による新体制の構築が本格化する事となる。

## 参加政党
| 政党名 | 政党名                              | 主義               | 指導者                     |
| ------ | ----------------------------------- | ------------------ | -------------------------- |
|        | イタリア自由党（PLI）               | 自由主義・保守主義 | ジョヴァンニ・ジョリッティ |
|        | イタリア・ナショナリスト協会（ANI） | 民族主義・保守主義 | エンリコ・コッラディーニ   |
|        | イタリア戦闘者ファッシ（FIC）       | ファシズム         | ベニート・ムッソリーニ     |